# Natalia Titova
Natalia Titova –en ruso, Наталья Титова– es una deportista rusa que compitió en escalada, especialista en la prueba de velocidad.
Ganó una medalla de bronce en el Campeonato Mundial de Escalada de 2012 y una medalla de bronce en el Campeonato Europeo de Escalada de 2010.

## Palmarés internacional
| Campeonato Mundial | Campeonato Mundial | Campeonato Mundial | Campeonato Mundial |
| Año                | Lugar              | Medalla            | Prueba             |
| ------------------ | ------------------ | ------------------ | ------------------ |
| 2012               | París (Francia)    | Medalla de bronce  | Velocidad          |
| Campeonato Europeo |                    |                    |                    |
| Año                | Lugar              | Medalla            | Prueba             |
| 2010               | Imst (Austria)     | Medalla de bronce  | Velocidad          |